# Ariaramnes de Capadòcia
Ariaramnes de Capadòcia (en grec antic Ἀριάμνης, 'Ariámnēs') era sàtrapa de Capadòcia en el segle iv, del qual només es coneix el nom i algun detall menor.
El seu nom podria haver estat aplicat per Ctèsies al general Ariaramnes al no conèixer el verdader nom d'aquest.
Probablement la seva genealogia és inventada. Se'l suposa descendent de Farnaces de Capadòcia, el segon sàtrapa que va ser pare de Galó, avi d'Esmerdis i besavi d'aquest Ariaramnes. Si és així, va ser el pare d'Anafes I, un dels set nobles grecs que van posar fi a la usurpació de Smerdis de Pèrsia, el mag.
Se sap que Anafes va tenir dos fills: Arimnaios (que potser podria ser aquests Ariaramnes) i Datames el qual també va tenir suposadament un fill de nom Ariaramnes o Ariamnes, que hauria governat 50 anys, segons Diodor de Sicília, i hauria incorporat altres governs a part del territori de Capadòcia doncs en aquesta satrapia no hi ha espai per un govern tan llarg, i hauria governat només 10/15 anys com a successor de Datames, cap a l'any 361 aC. A la meitat del segle iv va ser succeït per Ariarates I, el fill del qual Ariaramnes I es va convertir en el primer rei de Capadòcia, i que de vegades és anomenat Ariamnes però que per les monedes se sap que el nom era Ariaramnes.